# Buiyarumo
Buiyarumo är en ort i Mexiko.   Den ligger i kommunen Huatabampo och delstaten Sonora, i den västra delen av landet, 1 400 km nordväst om huvudstaden Mexico City. Buiyarumo ligger 9 meter över havet och antalet invånare är 267.
Terrängen runt Buiyarumo är mycket platt. Runt Buiyarumo är det ganska tätbefolkat, med 67 invånare per kvadratkilometer. Närmaste större samhälle är Huatabampo, 5,5 km öster om Buiyarumo. Trakten runt Buiyarumo består till största delen av jordbruksmark.